# الشركة العامة للاتصالات والبريد
الشركة العامة للاتصالات والبريد هي شركة اتصالات تملكها دولة العراق. توفر الشركة خدمة الهاتف الأرضي، في عموم محافظات العراق بالإضافة إلى خدمات البريد والانترنت.

## وصلات خارجية
- الموقع الرسمي